# Stomoplo (vik)
Stomoplo (bulgariska: Стомопло) är en vik i Bulgarien.   Den ligger i regionen Burgas, i den östra delen av landet, 400 km öster om huvudstaden Sofia.